# سانحه هواپیمای یاک ۴۰ شرکت هواپیمایی فراز قشم
حادثهٔ هواپیمای یاک ۴۰ در ساعت ۶ بامداد پنجشنبه ۲۷ اردیبهشت سال ۱۳۸۰ (۱۷ مه ۲۰۰۱) رخ داد و طی آن هواپیمای روسی یاک ۴۰ در جنگل‌های روستای خرچنگ در جنوب ساری سقوط نمود. پرواز جهت انجام مأموریت اداری و گشایش فرودگاه گرگان بود و وزیر راه، تعدادی از نمایندگان مجلس و مقامات سازمان هواپیمایی کشوری در این پرواز کشته شدند.
ظاهراً خلبان هواپیما خطوط هوایی آسمان که قرار بود دادمان (وزیر راه وقت) و نمایندگان مجلس استان گلستان را به گرگان ببرد با دریافت گزارش هواشناسی از پرواز انصراف می‌دهد و هواپیمای هیئت تغییر می‌کند و در شرایط بد جوی کردینیتور هواپیمایی فراز قشم اعلام می‌کند آمادگی پرواز به سمت گرگان را دارد.
هواپیمای یاک ۴۰ در ساعت ۴۵: ۶ بامداد پنج شنبه، تهران را ترک می‌کند و ده دقیقه قبل از رسیدن به مقصد ارتباط هواپیمای روسی با ایستگاه مربوطه قطع می‌شود و به علل نامعلومی در ۱۰ مایلی ساری سقوط می‌کند.
در این حادثه رحمان دادمان وزیر راه و ترابری به همراه تعدادی از مقامات ایران و جمعی از نمایندگان استان گلستان و تمامی خدمه جان خود را از دست می‌دهند. در نهایت سازمان هواپیمایی کشوری در اطلاعیه‌ای رسمی علت سقوط هواپیمای حامل ایشان را اشتباه خلبان اعلام کرد.
به مناسبت بیستمین سالگرد این سانحه، مستندی با عنوان《پرواز بی فرود》به کارگردانی مهدی رئیسی در سال ۱۴۰۰ ساخته شد.

## اسامی تمامی جانباختگان این حادثه
1. دکتر رحمان دادمان وزیر راه و ترابری
2. مهندس حسن دهگان معاون وزیر
3. مهندس محمد جعفر بهرامی معاون وزیر
4. مهندس ارسلان راحمی مدیر کل روابط عمومی
5. مهندس رضا قلی رستمی مدیر عامل شرکت مترا
6. جلیل رشیدی رئیس اداره فنی سازمان بنادر و کشتیرانی کشور
7. |محراب حقگو چروده| معاون فنی سازمان بنادر و کشتیرانی کشور
8. مهندس محمدرضا متقالچی مدیر کل ساخت و توسعه فرودگاه‌های کشور
9. علیرضا راهی کارشناس روابط عمومی
10. قربانعلی قندهاری – نماینده حوزه گرگان و آق قلا
11. غلامعلی هزارجریبی – نماینده حوزه گرگان و آق قلا
12. عظیم گل – نماینده حوزه بندر ترکمن و کردکوی و گمیشان و بندرگز
13. اترک طیار – نماینده حوزه گنبدکاووس
14. علی کوهساری – نماینده حوزه آزادشهر و رامیان
15. دکتر محمد صادق صادقی – نماینده حوزه علی‌آباد کتول
16. مهندس حاج سید منصور حسینی – نماینده حوزه مینودشت و گالیکش و کلاله و مراوه تپه
17. معمی هلاکو عضو هیئت مدیره شرکت بالاست راه‌آهن و نماینده سابق آزادشهر و گنبدکاووس
18. محمود صفایی‌زاده خلبان ناظر
19. حیدر نبی قهرودی عضو تیم حفاظت
20. سیداحمد جبرئیلی عضو تیم حفاظت
21. محمود کاظمی رهبر عضو گارد امنیت پرواز
22. حسین کیانی عضو گارد امنیت پرواز
23. عیسی یعقوبیان عضو گارد امنیت پرواز
24. حسن عقیلی سر میهماندار
25. ندا کامیابی میهماندار